# Três Nações 1997
O Três Nações 1997 foi a segunda edição do Torneio, a competição esportiva internacional anual de rugby entre a Austrália (Wallabies), Nova Zelândia (All Blacks) e a África do Sul (Springboks).
O torneio foi disputado entre os dias 19 de Julho e 23 de Agosto.
Vencedora foi a seleção neozelandesa os All Blacks (2º título), ganhando a Copa Bledisloe (contra a Austrália).

## Jogos
| 19 de Julho de 1997 |         |               |             |
| África do Sul       | 32 - 35 | Nova Zelândia | Joanesburgo |
|                     |         |               | Joanesburgo |

| 26 de Julho de 1997 |         |               |           |
| Austrália           | 18 - 33 | Nova Zelândia | Melbourne |
|                     |         |               | Melbourne |

| 2 de Agosto de 1997 |         |               |          |
| Austrália           | 32 - 20 | África do Sul | Brisbane |
|                     |         |               | Brisbane |

| 9 de Agosto de 1997 |         |               |          |
| Nova Zelândia       | 55 - 35 | África do Sul | Auckland |
|                     |         |               | Auckland |

| 16 de Agosto de 1997 |         |           |         |
| Nova Zelândia        | 36 - 24 | Austrália | Dunedin |
|                      |         |           | Dunedin |

| 23 de Agosto de 1997 |         |           |          |
| África do Sul        | 61 - 22 | Austrália | Pretória |
|                      |         |           | Pretória |

## Classificação
| Seleção       | Vitórias | Empates | Derrotas | Pontos a favor | Pontos contra | Pontos +/- | Bonus | Pontos |
| ------------- | -------- | ------- | -------- | -------------- | ------------- | ---------- | ----- | ------ |
| Nova Zelândia | 4        | 0       | 0        | 159            | 109           | +50        | 2     | 18     |
| África do Sul | 1        | 0       | 3        | 148            | 144           | +4         | 3     | 7      |
| Austrália     | 1        | 0       | 3        | 96             | 150           | -54        | 2     | 6      |

Pontuação: Vitória=4, Empate=2, Derrota=0, Bônus para equipe que fizer 4 ou mais tries = + 1, Bônus para equipe que perder por 7 pontos ou menos = + 1.

## Campeã
| Três Nações 1997                              |
| --------------------------------------------- |
| Nova Zelândia (All Blacks) Campeã (2º título) |